# Herwald Ramsbotham, 1. Viscount Soulbury

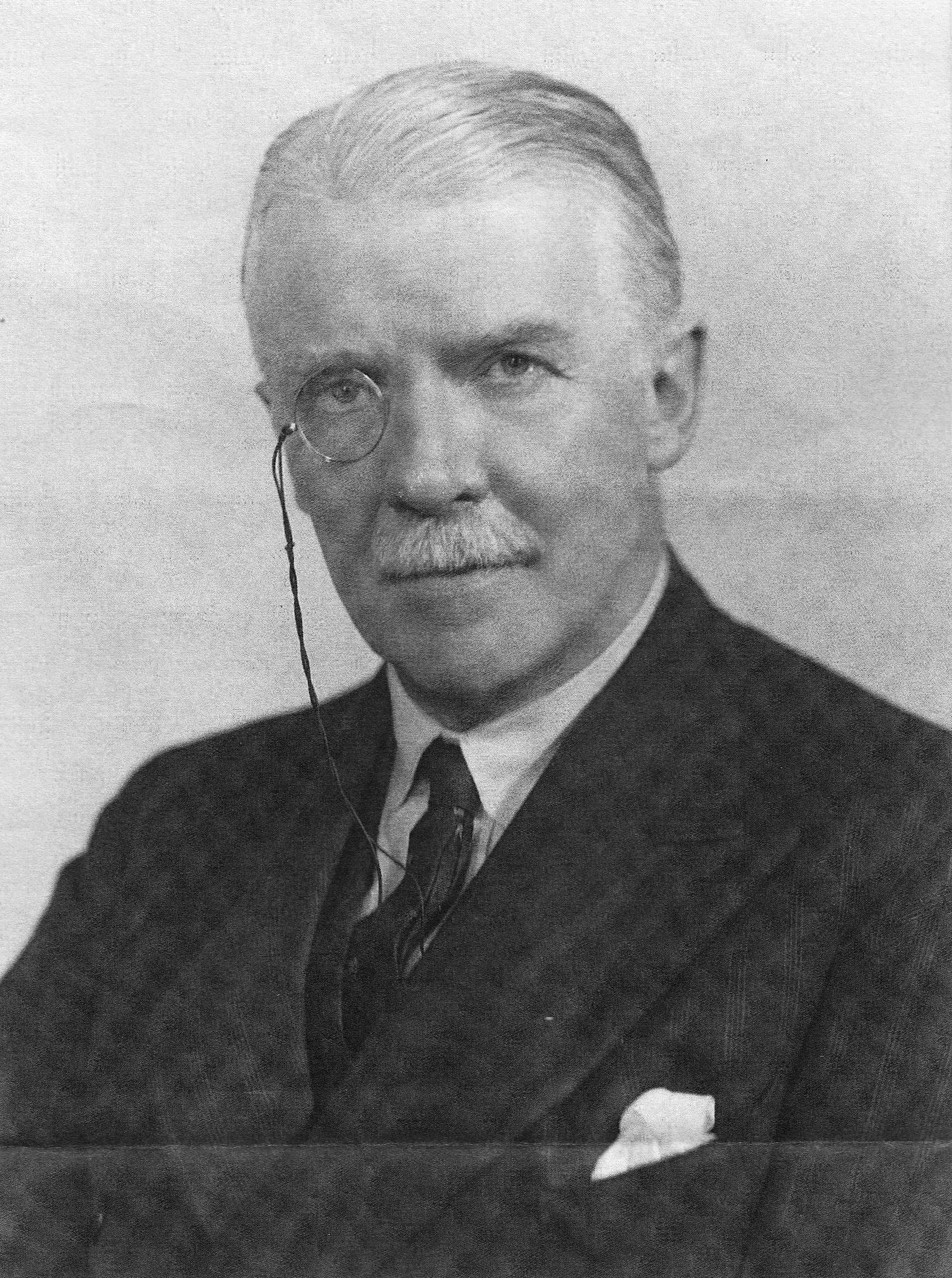
Herwald Ramsbotham, 1. Viscount Soulbury

Herwald Ramsbotham, 1. Viscount Soulbury, GCMG, GCVO, OBE, MC, PC (* 6. März 1887; † 30. Januar 1971) war ein britischer Politiker und Kolonialadministrator.

## Biografie
Er besuchte die Public School in Uppingham und schloss sein Studium am University College der Universität Oxford 1910 als Bachelor of Arts ab. 1912 wurde er am Inner Temple als Barrister zugelassen. Anlässlich des Ersten Weltkrieges trat er als Second Lieutenant in die British Army ein. 1915 war er zum Lieutenant und noch im gleichen Jahr zum Captain befördert. Für seine Tapferkeit wurde er als Officer des Order of the British Empire sowie dem Military Cross ausgezeichnet. 1918 wurde er zum Major befördert und schied 1919 aus der Armee aus.
Ramsbotham wurde 1929 als Abgeordneter der Conservative Party für den Wahlkreises Lancaster ins House of Commons gewählt und hatte dieses Mandat bis 1941 inne. Zwischen August 1931 und Juni 1935 war er Parlamentarischer Staatssekretär im Bildungsministerium (Parliamentary Secretary to the Board of Education). Im Anschluss war er noch Parlamentarischer Staatssekretär im Ministerium für Landwirtschaft und Fischerei (Parliamentary Secretary to the Board of Agriculture and Fisheries).
Am 30. Juli 1936 wurde Ramsbotham von Premierminister Stanley Baldwin zum Minister für Pensionen (Minister of Pensions) in die Regierung berufen. Dieses Amt bekleidete er auch unter Baldwins Nachfolger Arthur Neville Chamberlain bis 1939. Im Rahmen einer Regierungsumbildung ernannte ihn Chamberlain am 7. Juni 1939 zum Minister für öffentliche Arbeiten (First Commissioner of Works).
Im April 1940 wurde er von Premierminister Winston Churchill zum Bildungsminister (President of the Board of Education) ernannt. Als er im Juli 1941 aus dem House of Commons sowie der Regierung ausschied, wurde er für seine Verdienste als Baron Soulbury, of Soulbury in the County of Buckingham, zum Peer erhoben und dadurch auch Mitglied des House of Lords.
Am 6. Juli 1949 erfolgte seine Berufung zum Generalgouverneur des Dominion Ceylon als Nachfolger von Henry Monck Mason Moore. Dieses Amt hatte er bis zu seiner Ablösung durch Oliver Goonetilleke am 17. Juli 1954 inne.
Nach seiner Rückkehr nach Großbritannien wurde er 1954 von Königin Elisabeth II. zum Viscount Soulbury, of Soulbury in the County of Buckingham, erhoben. Bei seinem Tod, 1971, erbte zunächst sein ältester Sohn James Ramsbotham seine Adelstitel, ehe diese bei dessen Tod 2004 an seinen jüngeren Sohn Sir Peter Ramsbotham fielen.